# Сержант (фильм)
«Сержант» — советский художественный короткометражный фильм режиссёра-документалиста Станислава Гайдука 1988 года. Одна из трёх новелл в составе киноальманаха «Мостик» (две другие новеллы: «Эй, на линкоре!» и «Мостик»).

## Сюжет
Сержант Шлыков обучает молодых парней, с которыми ему предстоит воевать в Афганистане. В качестве культурной программы солдаты посещают Софийский собор, где слушают орган. Там же они делают совместную фотографию на память у уличного фотографа. При заброске в Афганистан дорога, по которой движется их колонна в горах, оказывается заминированной. При разминировании сержант, не желая подвергать опасности молодого солдата, отсылает того за водой. Шлыкову удаётся обезвредить мину, однако он тут же погибает от выстрела душмана, который прятался в засаде. Ребята несут первую боевую потерю, с которой невозможно смириться.

## В ролях
- Анатолий Котенёв — сержант Шлыков
- Дмитрий Щеглов — Коношёнок
- Игорь Неупокоев
- Александр Рахленко
- Виктор Рыбчинский
- Анатолий Мукасей
- Николай Рябченко
- Владимир Сичкарь
- Х. Шанморданов
- Чингиз Шарифов
- Б. Миралибеков

## Съёмочная группа
- Режиссёр-постановщик — Станислав Гайдук
- Автор сценария — Владимир Акимов
- Оператор-постановщик — Анатолий Клейменов
- Художник-постановщик — Александр Чертович
- Звукорежиссёр — Сергей Чупров
- Композитор — Олег Янченко

## Призы
Главный приз на фестивале работ молодых кинематографистов, Минск, 1987 год.

Благодаря Валерию Рубинчику меня запустили с дебютной работой «Сержант» [имеется ввиду дебютная работа в художественном кино]. <…> Фильм рассказывает о бессмысленности той войны, о тех напрасных жертвах, которые мы понесли в её результате. Шёл 1984 год. В то время о той войне в официальных сообщениях говорилось: «Ограниченный контингент наших войск выполняет интернациональный долг». Как будто наши ребята были направлены в Афганистан на лёгкую прогулку. <…> Фильм «Сержант» приняли сдержанно. Через некоторое время в Минск пригласили московскую комиссию для подведения итогов дебютных работ, состоявшихся на киностудии «Беларусьфильм». Перед просмотром я узнаю, что моей работы в списках нет. Я привёз свой фильм в Дом кино, где проходили просмотры, и настоял, чтобы его показали комиссии. После просмотров собрали всех дебютантов, пригласили ведущих режиссёров киностудии. Председатель комиссии Резо Эсадзе объявил итоги конкурса. Мне вручили диплом за лучший дебют. Эсадзе сказал: «Если бы у нас в Грузии молодой режиссёр снял такую работу, мы бы ему дали премию комсомола и тут же запустили с полнометражным фильмом». <…> В Москве мой фильм «Сержант» включили в киноальманах «Мостик» и выпустили на всесоюзный экран. Однако это не произвело никакого впечатления на руководство «Беларусьфильма».
— Станислав Гайдук. «Ты понимаешь, старик…» // Советская Белоруссия : газета. — 2014. — 19 апреля (№ 74).